# كوينديتشي
كوينديتشي هي مدينة وبلدية في مقاطعة أفيلينو في منطقة كامبانيا في جنوب إيطاليا، ويبلغ عدد سكانها حوالي 3000 نسمة. تقع مدن براشيليانو وفورينو ولاورو وموشيانو وسارنو في مكان قريب

## تاريخ
كان يسكن كوينديتشي الأوسونيون، والأوسيون، ووالأتروسكان، واليونانيون، والسامنيون، ثم يليهم الرومان الذي اطلقوا على قرية كوينديسيم اسم {كوينديتشي} والذي يعني خمسة عشر، مشتق من الكلمة اللاتينية "Quindecim". تقول أسطورة محلية أن المدينة أسسها خمسة عشر هاربا من جيش بربوسا خلال العصور الوسطى وهذه الاسطورة لا اساس لها من الصحة، وتشير الادلة إلى ان المستوطنات البشرية في المنطقة تعود إلى عصور ما قبل الرومان، يعتقد ان يكون المستوطنون الاصليون من قبائل بنتري أو كاريسيني أو كوديني أو إيربيني.
كانت قبيلة فوسكو وهي مجموعة فرعية من البنتريس، مستوطنين مبكرين واصبحت واحدة من عائلات كوينديتشي الرئيسية، وتشير الاسطورة إلى انهم كانو القبيلة الرئيسية المكونة من خمسة عشر شخصا، يفترسون القوافل التيجارية التي قامت بالرحلة برا من مدينة الباريوم الساحلية بعد تفريغ البضائع من الشرق.
اللقب الإيطالي الحديث «فوسكو» مشتق من فوسكوس ويعني «الظلام».
لا تزال العائلة ممثلة في كوينديتشي على الرغم من ان الكثيرين هاجروا إلى الولايات المتحدة في اوائل القرن العشرين.
تنافست كل من قبيلة فوسكو وغرازيانو للسيطرة على المدينة والمنطقة لسنوات عديدة مع ادعاء رؤساء كلتا العائلتين انهم «رئيس» في اوقات مختلفة، غادرت عائلة غرازيانو إلى العالم الجديد في اواخر القرن التاسع عشر تاركة عائلة فوسكو تحت السيطرة حتى هجرتهم عام 1920.
هناك العديد من العائلات المهاجرة من كوينديتشي التي استقرت في المنطقة الشمالية الشرقية من الولايات المتحدة، وخاصة إلى لورانس وماساتشوستس ونيو جرسي ومدن هوبوكين وباترسون وسبرينغلد ويوتيتشا ونيويورك، وهناك أيضا عدد كبير من سكان كوينديكيز الذين يعيشون في كونيتيكت.
على مر السنين وحتى اليوم قاتلت العشائر المتنافسة من أجل السيطرة على كوينديشي، وتشمل هذه عائلات بونافيتا وسانتانييلو وكافا وفيفنزيو وسيبيلي وترانجيس وسينيسكالشي وغراسو ووفوسكو وغرازيانو ومانزي.

## الاحتفالات
يوجد في المدينة مسيرة أو وليمة كل شهر.
الكنيسة الرئيسية هي كنيسة القديسة الراعية ماريا إس إس ديلي غراتسي (سيدة النعمة)، يقام يوم عيدها في 8 سبتمبر. وليمة سان سيباستيانو (القديس سيباستيان) وسان انطونيو اباتي (القديس انطونيوس الاب، انطوني الكبير، القديس انطونيوس المصري) يقام في 17 يناير ويرافقه نيران كبيرة.
في مساحة مفتوحة بالقرب من كنيسة القديس انطونيوس الاب، يجلب المزارعون المحليون ماشيتهم ويجلب السائقون سياراتهم ليباركها كهنة الرعية.
تشمل مهرجانات المدينة الأخرى سانت لوسيا وسانت أنيلو في يونيو، وعيد الحبل بلا دنس في ديسمبر، وعيد كوربوس دوميني في يوليو، وإعادة تمثيل موت يسوع المسيح يرافقه موكب في وقت متأخر من الليل في جميع انحاء المدينة خلال الاسبوع المقدس.
تقع كنيسة القديس ثيودور على قمة قريبة على ارتفاع 240 متر (400 قدم) فوق المدينة، وتتم الزيارة في اليوم التالي لعيد الفصح، يتضمن الاحتفال موكبًا صغيرًا بجوار تمثال كنيسة القديس ثيودور وحول ضواحي الكنيسة. بجانب هذه الكنيسة يوجد منزل يقيم فيه ناسك القديس ثيودور وكوينديزي، لديه مفتاح الدير / الكنيسة.